# オーギュメント
株式会社オーギュメント（augment co. ltd.）とはクリエーターやアーティストをマネジメント・コーディネートし、日本や海外の企業・商品・イベント・人物・施設などの企画サポートを総合的に行う企業である。
代表取締役社長は二階堂昇吾。会社は東京都渋谷区神宮前に所在。

## 概要
オーギュメント（augment co. ltd.）は、クリエーターやアーティストのマネジメントや企業・商品・イベント・人物・施設などの企画サポートを行う会社である。
業務内容は、ヘアメイクやフォトグラファー・デザイナーなどのマネジメント業務を中心に、サポートを核とするコミュニケーション戦略のコンサルティングおよび企画立案・実施、プロモーション戦略やイベントの企画立案・実施、ウェブデザインや物品販売、エンタテインメント事業のプロデュースおよびコンテンツの企画開発などに及ぶ。

## 沿革
- 2004年　マネジメント会社 株式会社ビーオーギュメント（B+augment co.,ltd.）を設立。
- 2011年　社名を株式会社オーギュメント（augment co. ltd.）に改名、本社を東京都渋谷区神宮前に移転。
- 同年　株式会社トランクと業務提携において、米国ニューヨークイーストビレッジにあるBeauty Salon Nineをニューヨーク支店とし、海外事業を開始。
- 同年　New York ファッションウィーク（ニューヨークコレクション）のバックステージにて日本人ヘアメイクチームとしての参加スタート。
- 2014年　グループ会社として、海外向け日本伝統商品の販売サイト運営、クリエイティブディレクション会社 オータスジャパン株式会社（otas japan inc.)を設立。
- 2015年　株式会社オーギュメントの本社所在地を東京都渋谷区広尾へ移すと共に同所にて撮影スタジオ（tasstudio）業務を開始。
- 2016年　グループ会社として、米国ニューヨーク ブルックリンに米国法人Taspitを設立。
- 2016年　表参道にある外国人向けヘアサロン SINDENをグループ化。ヘアサロンの運営を開始。
- 2017年　福島県郡山市に、主にヘアメイクアーティスト、着付け師等のマネジメントを行う、郡山支店事務所を開設。
- 同年　Paris ファッションウィーク（パリコレクション）のバックステージにて日本人ヘアメイクチームとしての参加スタート。
- 2020年　Milan ファッションウィーク（ミラノコレクション）のバックステージにて日本人ヘアメイクチームとしての参加スタート。
- 2024年　本社を東京都渋谷区神宮前へ移転

## 業務内容
- マネジメント：ヘアメイクアーティスト・フォトグラファー・デザイナー（店舗・施設・住宅・ファッション・ジュエリー・ウェブサイト・グラフィック）・ミュージシャン・役者・ネイリスト・エステティシャン・コメンテーター・MCなどのクリエーター・アーティストなどのマネジメント。また企業のマネジメント
- キャスティング ：モデル・タレント・各種クリエーターなどのキャスティング
- ファッション：ブランド構築・マネジメント・アパレル商品企画制作・広告デザイン印刷・店舗設計・人材派遣業務
- ヘアサロン：ヘアサロン SIN DENの運営
- スポーツ：スポーツ事業全般コーディネート・サーフブランドの運営・サッカー事業のプロデュース及び選手の代理業務・ドイツ ブンデスリーガ「ヴェルダー・ブレーメン」承認の事業業務
- デザイン：各種デザイン（ウェブサイト・ロゴ・印刷物全般）店舗・施設・住宅等のデザイン設計及び製作業務
- ウェブストア：ウェブショップの製作・運営・販売代行業務
- 国際事業：ニューヨークを拠点とするエージェント業務・美容教育業務・ニューヨークコレクション・パリコレクション・ミラノコレクション等におけるヘアメイク業務[3][4][5][6]
- エンターテインメント：株式会社日鋼との業務提携における、杉本彩等のタレント・俳優等の外部マネジメント業務

## グループ会社
- SINDEN INTERNATIONAL
- オータスジャパン株式会社
- 米国法人Taspit

## 業務提携会社
- 有限会社ヒート（HEAT TOKYO）
- 株式会社ブリエ
- 株式会社日鋼